# Standbeeld van Bajram Curri

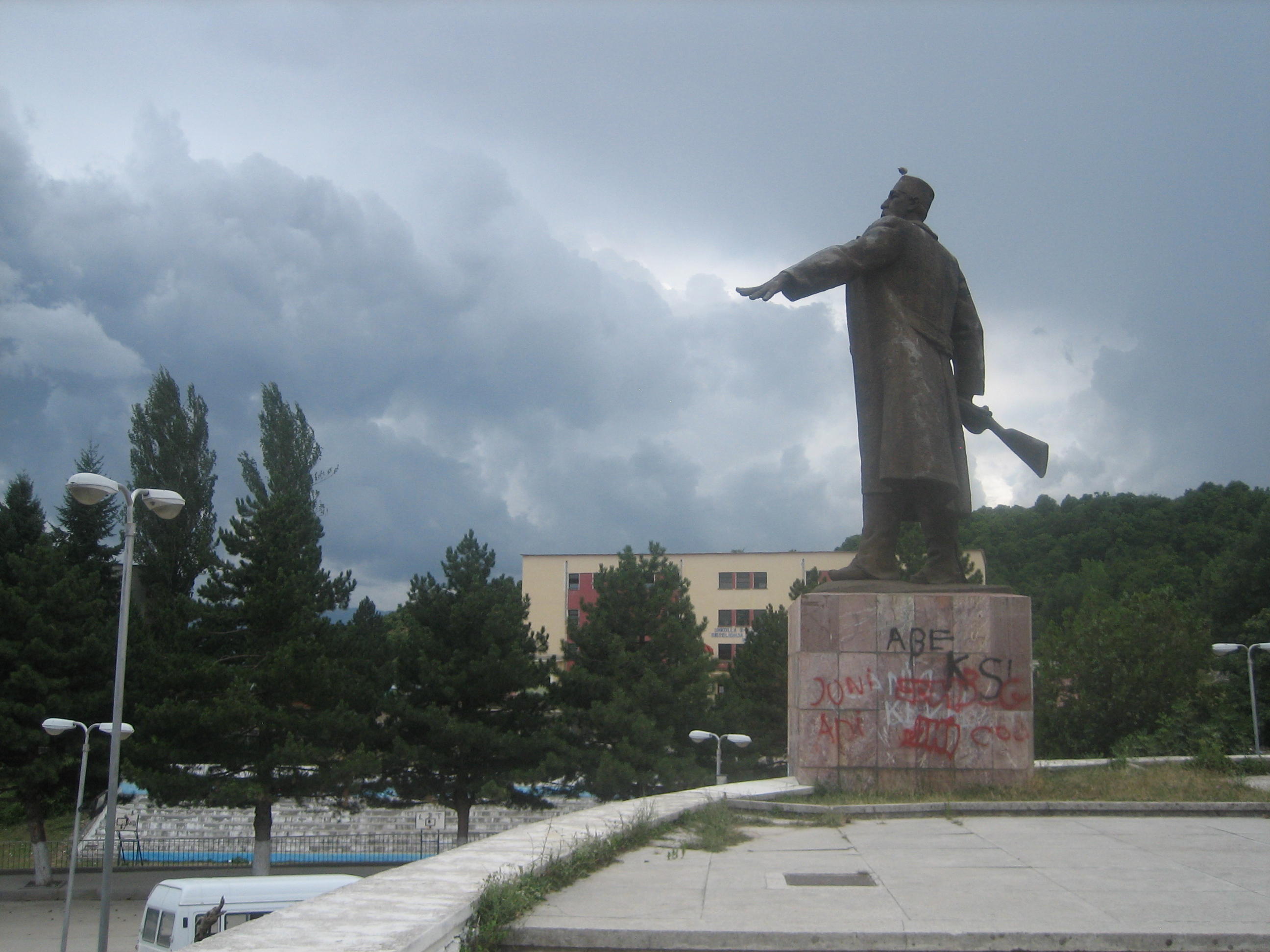
Het standbeeld staat op dezelfde hoogte als het Bajram Curri-museum nog eens op een sokkel en torent daardoor boven Bajram Curri uit.

In de Albanese stad Bajram Curri, hoofdplaats van Tropojë in de prefectuur Kukës, staat een imposant bronzen standbeeld van vrijheidsstrijder Bajram Curri, waarnaar het stadje is genoemd (Albanees: Statuja e Bajram Curri). 
Het socialistisch-realistische standbeeld bevindt zich aan het centrale plein Sheshi Dardania, net voor het Bajram Curri-museum.